# Raoul de Roye
Raoul de Roye († 1418) fut un abbé de l'abbaye Saint-Pierre de Corbie.

## Biographie

### Famille
Raoul de Roye appartenait à la famille de Roye, grande famille de la noblesse de Picardie. Il était le cinquième enfant de Matthieu de Roye, grand maître des arbalétriers de France et de Jeanne de Cherizy. Ses frères Jean de Roye, Mathieu de Roye et Dreux de Roye furent conseillers et chambellans du roi Charles VI. Son frère Guy de Roye fut successivement évêque de Verdun, archevêque de Sens puis, archevêque de Reims.

### Carrière ecclésiastique
Raoul de Roye entra dans les ordres à l'abbaye Saint-Médard de Soissons puis devint prieur du prieuré de Ressons dépendant de cette abbaye. Il devint ensuite abbé de l'abbaye Saint-Lucien de Beauvais avant de devenir abbé de Corbie en 1391. Il dut sa nomination à la tête de l'abbaye de Corbie à l'appui du roi Charles VI, son prédécesseur Jean de La Goue ayant désigné Étienne de Conty, présidial de l'abbaye pour lui succéder.
En 1392, sous son abbatiat, le roi Charles VI et sa cour furent reçus à l'abbaye de Corbie dans l'attente de la venue à Amiens du roi d'Angleterre pour la signature d'un traité de paix qui n'eut pas lieu.
Raoul de Roye défendit fermement, en 1393, les droits de l'abbaye de Corbie contre les exigences de l'évêque d'Amiens. En 1402, il autorisa Colette de Corbie à vivre en recluse dans une cellule attenante à la église Saint-Étienne. C'est entre ses mains qu'elle prononça ses vœux de pauvreté, chasteté et clôture perpétuelle
En 1414, il souhaita se démettre de sa fonction au profit de Jean de La Rochetaillée, patriarche de Constantinople, et malgré l'opposition du roi, le pape donna l'abbaye en commande.

## Iconographie
La pierre tombale de Raoul de Roye est conservée dans l'abbatiale Saint-Pierre de Corbie.